# إيكاترينا فيتكوفا
إيكاترينا فيتكوفا (الروسية: Веткова, Екатерина Владимировна) مواليد 1 أغسطس 1986 في سيزران، روسيا، هي لاعبة كرة يد روسية. حققت المركز الأول في بطولة العالم لكرة اليد للسيدات 2009.

## الميداليات
| الميدالية | المسابقة                            |
| --------- | ----------------------------------- |
| ذهبية     | بطولة العالم لكرة اليد للسيدات 2009 |
| برونزية   | بطولة أوروبا لكرة اليد للسيدات 2008 |

## روابط خارجية
- إيكاترينا فيتكوفا على موقع الاتحاد الأوروبي لكرة اليد (الإنجليزية)
- إيكاترينا فيتكوفا على موقع أوليمبيديا (الإنجليزية)